# Hranice na Moravě město
Hranice na Moravě město je železniční stanice v jihovýchodní části města Hranice v okrese Přerov v Olomouckém kraji poblíž řeky Bečvy. Leží na elektrizované dvoukolejné trati Hranice na Moravě – Púchov (3 kV ss).

## Historie
Stanice byla zprovozněna společností Rakouská společnost místních drah (ÖLEG) 1. listopadu 1884 zahájením pravidelného provozu odbočné trati ze starší Hranicích (1847) přes stanici Krásno nad Bečvou (později přejmenována na Valašské Meziříčí) do Hrachovce (roku 1892 trať prodloužena do Rožnova pod Radhoštěm) a stanice Valašské Meziříčí na opačném břehu Rožnovské Bečvy, která byla otevřena 1. července 1885 s celým zbylým úsekem do Vsetína. Budova vznikla dle typizovaného stavebního plánu železničních stanic ÖLEG.
Roku 1887 převzala trať Severní dráha císaře Ferdinanda (KFNB). Roku 1887 převzala trať Severní dráha císaře Ferdinanda (KFNB). Po zestátnění KFNB v roce 1906 pak obsluhovala stanici jedna společnost, Císařsko-královské státní dráhy (kkStB), po roce 1918 pak správu přebraly Československé státní dráhy. Nádraží bylo roku 1937 stavebně upraveno v rámci zdvoukolejnění a prodloužení trati ze Vsetína dále na Slovensko k řece Váh přes Horní Lideč do Púchova. Další stavební úpravy proběhly ve 2. polovině 20. století.
Elektrický provoz byl ve stanici zahájen 25. ledna 1960.

## Popis
Nacházejí se zde tři jednostranná nástupiště, k příchodu k vlakům slouží přechody přes koleje. V roce 2019 započala rekonstrukce trati.